# Malacotheria fumerea
Malacotheria fumerea es una especie de insecto coleóptero de la familia Chrysomelidae.

## Historia
Fue descrita científicamente en 1881 por el entomólogo Léon Fairmaire.